# Tantilla sertula
Tantilla sertula — вид змій родини полозових (Colubridae). Ендемік Мексики.

## Поширення і екологія
Tantilla sertula відомі за типовим зразком, зібраним у 1978 році в околицях міста Ла-Уніон в мексиканському штаті Оахака, на висоті 150 м над рівнем моря. Вони живуть у вологих тропічних лісах.